# Dactylaria inaequilatera
Dactylaria inaequilatera är en svampart som beskrevs av Matsush. 1983. Dactylaria inaequilatera ingår i släktet Dactylaria, ordningen disksvampar, klassen Leotiomycetes, divisionen sporsäcksvampar och riket svampar.   Inga underarter finns listade i Catalogue of Life.